# Emden (Schiff, 1909)
 SMS Emden war ein Kleiner Kreuzer der deutschen Kaiserlichen Marine. Sie war nach der Stadt Emden benannt und das zweite Schiff der Dresden-Klasse.
Ihr Einsatzgebiet lag überwiegend im Fernen Osten. Mit Beginn des Ersten Weltkriegs wurde die Emden zum selbstständigen Handelskrieg in den Indischen Ozean entsandt. Dort versenkte sie innerhalb von zwei Monaten 23 feindliche Handelsschiffe und zwei Kriegsschiffe oder brachte sie auf. Am 9. November 1914 unterlag sie in einem Gefecht mit dem australischen Kreuzer Sydney nahe den Kokosinseln. Die Emden war der erfolgreichste deutsche Kreuzer in überseeischen Gewässern und gehört zu den bekanntesten Kriegsschiffen der Kaiserlichen Marine.

## Bau

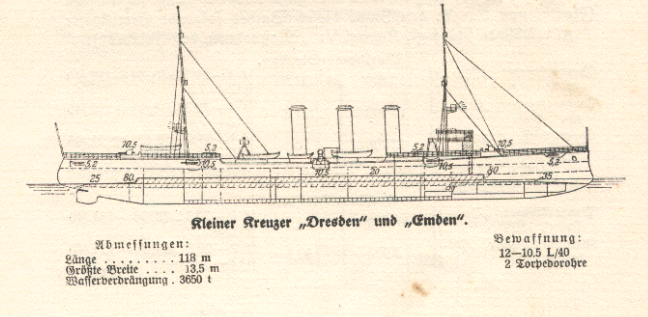
Seitenriss Kleiner Kreuzer Emden (1908–1914)

Die Emden wurde im Jahr 1905 bei der Kaiserlichen Werft in Danzig als Ersatz für das veraltete Aviso Pfeil in Auftrag gegeben. Die Kiellegung des Neubaus fand am 1. November 1906 statt. Damaligen Berichten zufolge verlief dieser Bau ohne Probleme. Die Emden war der letzte Kleine Kreuzer der Kaiserlichen Marine, der noch mit Kolbenmaschinen ausgestattet wurde. Ihr Schwesterschiff Dresden besaß bereits einen Turbinenantrieb. Bei den verwendeten Kesseln handelte es sich um Kessel des Typs Schulz-Thornycroft.

Am 26. Mai 1908 lief das Schiff vom Stapel. Die Taufe vollzog der damalige Emder Oberbürgermeister Leo Fürbringer. Nach der Fertigstellung wurde das Schiff bis zum 30. September 1909 in der Ostsee erprobt. In dieser Zeit fungierte es im August 1909 als Begleitschiff für die Kaiserliche Yacht Hohenzollern. Nachdem sämtliche Tests erfolgreich beendet waren, wurde die Emden am 1. April 1910 in Dienst gestellt.

## Dienstzeit

### Dienst bis 1914
Am 12. April 1910 verließ die Emden unter ihrem Kommandanten, dem Korvettenkapitän Waldemar Vollerthun, Deutschland mit dem Ziel Südamerika. Am 10. Mai 1910 erreichte sie Montevideo und nahm ein paar Tage danach, mit dem Kleinen Kreuzer Bremen, in Buenos Aires an den 100-Jahr-Feiern zur Unabhängigkeit Argentiniens teil. Dann setzte das Schiff die Reise nach Ostasien fort. Nach Zwischenstopps in Punta Arenas und Valparaíso wurden in Talcahuano nochmals die Kohlen ergänzt, bevor die Emden dann am 24. Juni 1910 die Pazifiküberquerung begann. Ohne weitere Brennstoffergänzung erreichte sie am 12. Juli 1910 Papeete auf Tahiti (Französisch-Polynesien). Schließlich traf der Kreuzer am 22. Juli 1910 vor der Insel Apia (Deutsch-Samoa) mit dem Großen Kreuzer Scharnhorst, dem Flaggschiff des Ostasiengeschwaders, zusammen.

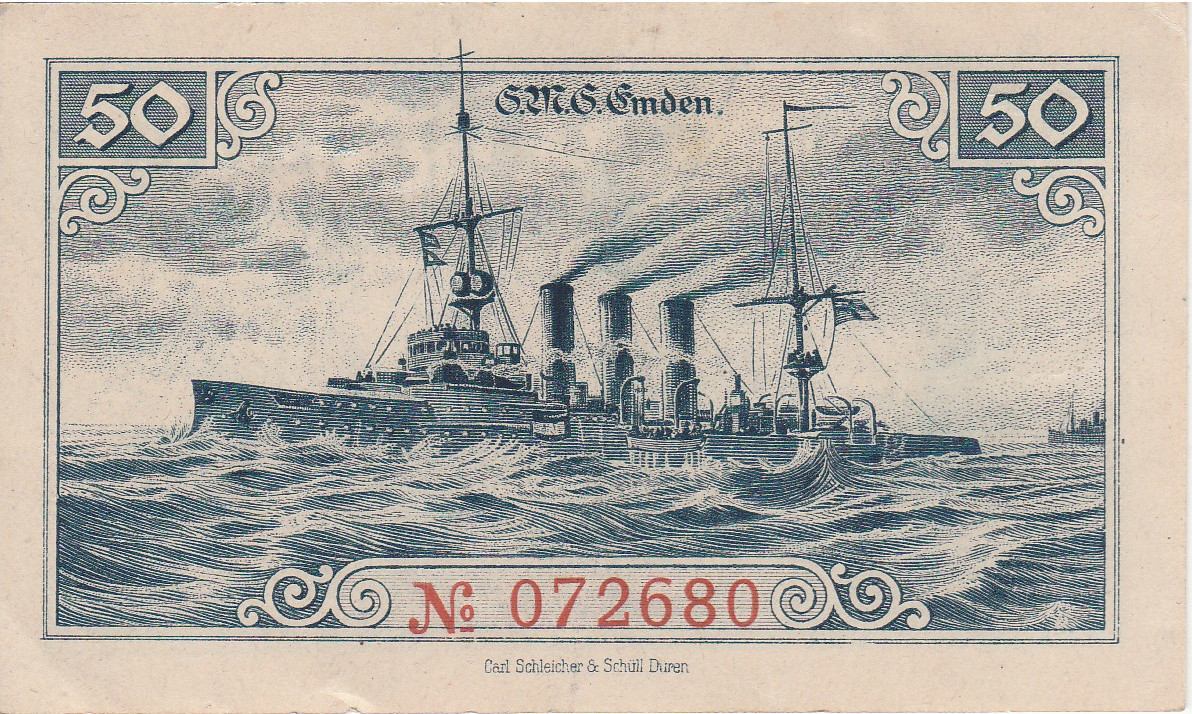
Die Emden auf der Rückseite eines deutschen Notgeldscheins aus Emden, von 1920.

Ihren Stützpunkt Tsingtau erreichte die Emden am 17. September 1910. Von Januar bis März 1911 war der Kreuzer an der Niederschlagung des Aufstandes der Sokehs beteiligt. Dann folgte eine erste Überholung in der Werft von Tsingtau. Im Anschluss daran übernahm die Emden wieder ihre Repräsentationspflichten im ostasiatischen Raum. Hierzu besuchte das Schiff Hongkong sowie diverse Häfen in China und Japan. Ende November 1911 trat Waldemar Vollerthun vom Kommando zurück. Im Februar 1913 ging das Schiff wieder in die Werft. Anschließend unternahm die Emden eine Fahrt zu den deutschen Kolonien im Pazifik. Die Reise führte zu den Inseln Yap und Neuguinea, wurde dann jedoch von Unruhen in China unterbrochen. Der Kreuzer wurde auf den Fluss Jangtse beordert und beschoss dort erfolgreich Forts der Aufständischen. Außerdem leistete er Geleitschutz für deutsche Handelsschiffe. Im August 1913 wurden vor Hankau, 500 Kilometer flussaufwärts, mehrere Schiffe von Rebellen beschossen. Vizeadmiral Maximilian von Spee befahl die Emden zur Unterstützung dorthin. Nach Beschießung des Forts Tung-Lin-Chan trat auch dort wieder Ruhe ein.
Nach einer Japanreise mit der Scharnhorst und dem Torpedoboot S 90 lag die Emden Ende 1913 in Shanghai. Im Februar 1914 wurden die Kessel und Maschinen der Emden ein letztes Mal in der Werft von Tsingtao überholt. Am 28. März 1914 kollidierte der Kleine Kreuzer beim Auslaufen zu einem Gefechtsmanöver mit dem Torpedoboot S 90. Die Backbordschraube musste daraufhin repariert werden.

### Erster Weltkrieg

#### Kreuzerkrieg

Die Kaperfahrt der Emden im Indischen Ozean

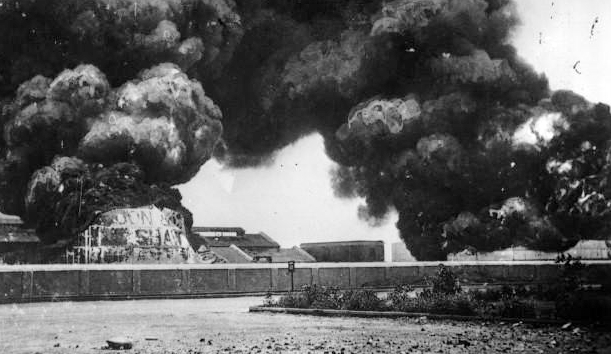
Von der Emden in Brand geschossene Öltanks bei Madras

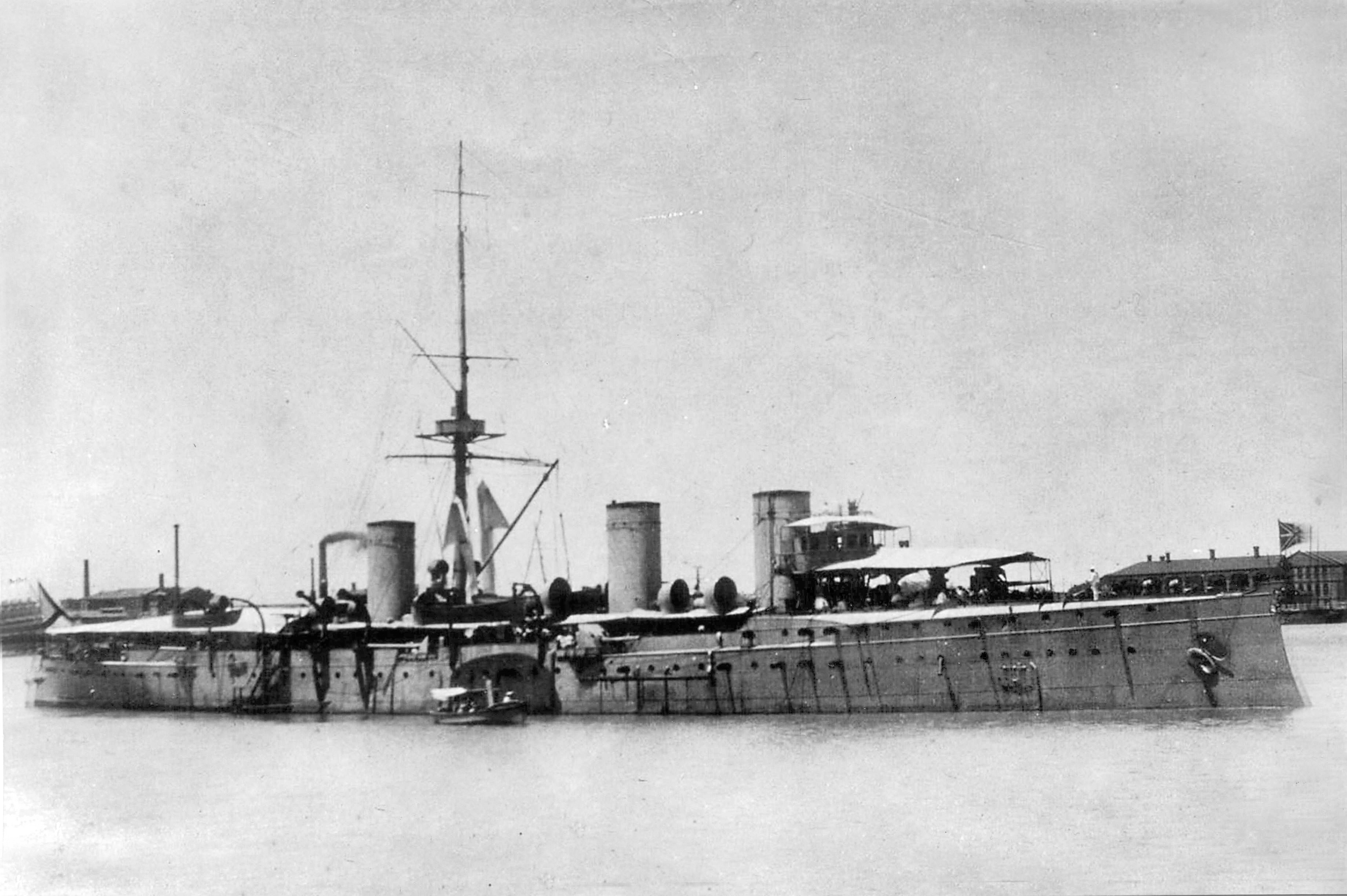
Die Schemtschug

Mit Beginn des Ersten Weltkrieges verließ die Emden am 2. August 1914 das zum deutschen Kaiserreich gehörende Tsingtao und führte zunächst Kreuzerkrieg in der Tsushima-Straße. Das Schiff wurde mit einem falschen (vierten) Schornstein versehen, um das Aussehen eines britischen Kreuzers der Town-Klasse vorzutäuschen.
Nach einem kurzen Zwischenstopp in Tsingtao verließ der Kleine Kreuzer diesen Stützpunkt am 6. August 1914 erneut, um sich in Pagan auf den Marianen mit dem Ostasiengeschwader zu vereinigen. Um von der Fahrt des Geschwaders unter Admiral Maximilian von Spee durch den Pazifik Richtung Südamerika abzulenken, wurde die Emden als modernster und schnellster der Kleinen Kreuzer des Ostasiensgeschwaders in den Indischen Ozean auf Handelskrieg geschickt. Sie sollte die Aufmerksamkeit der Royal Navy auf sich ziehen, indem sie vorwiegend britische Frachter aufbrachte. Durch die Inselwelt von Niederländisch-Indien erreichte das Schiff den Indischen Ozean und nahm seine Kaperfahrt im östlichen Indischen Ozean und im Golf von Bengalen auf. Innerhalb einer Woche brachte sie vier britische Handelsschiffe auf und kaperte zwei andere, die sie als Versorger benutzte. Die tief beunruhigte australische Regierung hielt daraufhin die Verschiffung der australischen und neuseeländischen Truppenkonvois an. Am 22. September 1914 beschoss die Emden Ölanlagen bei Madras an der indischen Küste.
Vorbei an Ceylon kreuzte die Emden vor den Malediven und machte Station in Diego Garcia im britischen Chagos-Archipel. Dort hatte man vom Kriegsausbruch noch keine Kenntnis und nahm die Besatzung freundlich auf. Der Kreuzer passierte erneut die Malediven und kreuzte im Seegebiet der Lakkadiven. Danach begab sich das Schiff zu den Nikobaren und griff am 28. Oktober 1914 den Hafen von Penang auf der Malaiischen Halbinsel an. Dabei gelang es der noch immer als britischer Kreuzer getarnten Emden, unerkannt in den Hafen einzudringen. Dort eröffnete sie das Feuer auf die Schiffe im Hafen und versenkte den dort vor Anker liegenden russischen Geschützten Kreuzer Schemtschug durch Torpedo- und Geschütztreffer. Der in zwei Hälften gebrochene und brennende Kreuzer sank, wobei 85 Mann der Besatzung ertranken, 250 Mann, darunter 112 Verwundete wurden gerettet. Auf dem Weg aus dem Hafen versenkte sie dann noch den französischen Torpedobootzerstörer Mousquet. Mit dem Schiff gingen 40 Besatzungsangehörige unter. Die Besatzung der Emden rettete danach 36 Überlebende des französischen Schiffes. Danach lief die unbeschädigt aus dem Gefecht hervorgegangene Emden entlang der Westküste Sumatras bis zur Sundastraße, um dann Kurs auf die Kokosinseln zu nehmen.
Hier sollte am 9. November 1914 ein Treffen mit dem Versorgungsschiff Buresk stattfinden. Außerdem führte die Besatzung der Emden ein Landungsunternehmen gegen die Kabelstation auf Direction Island durch, die zerstört werden sollte. Dieses Kommando, unter dem jungen Kapitänleutnant Hellmuth von Mücke, bestand aus drei Offizieren, sechs Unteroffizieren sowie 41 Mannschaften, darunter ein ehemaliger französischer Fremdenlegionär. Sie führten vier Maschinengewehre mit je 2000 Schuss Munition, 29 Gewehre Typ Mauser G98 sowie 24 Pistolen mit. Die Besatzung der Funk- und Kabelstation ergab sich kampflos, doch gelang es ihr, einen Notruf abzusetzen. Dieser Notruf wurde auf dem australischen Kreuzer Sydney empfangen, bis er plötzlich abbrach. Die Sydney gehörte zum Begleitschutz eines australischen Truppenkonvois, der zufällig an diesem Tag in etwa 50 Seemeilen Entfernung die Kokosinseln passierte.

#### Gefecht bei den Kokosinseln

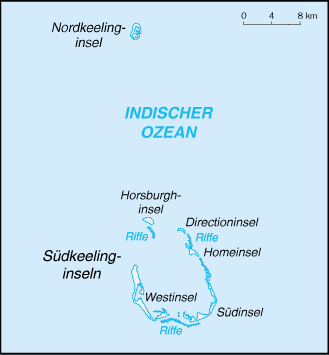
Die Kokosinseln

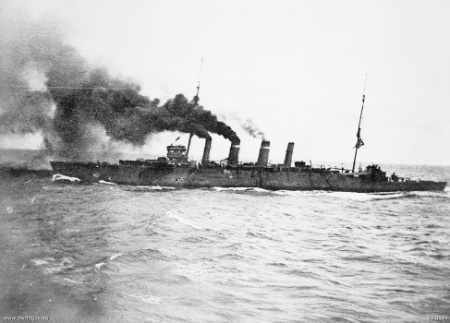
Die Sydney

Die gegenüber der Emden überlegen bewaffnete und schnellere Sydney wurde daraufhin aus dem Geleit entlassen und gegen die Emden angesetzt. Der Kommandant der Sydney hoffte, die Emden zu überraschen und im Kampf stellen zu können. Dies gelang nicht vollständig, da der Ausguck der Emden die Rauchfahne der mit hoher Fahrt herankommenden Sydney frühzeitig sichtete. An Bord des deutschen Kreuzers sah man diese jedoch zunächst als zum erwarteten Kohlentender Buresk gehörend an. Erst auf nähere Entfernung wurde das sich nähernde Schiff als gegnerischer Kreuzer erkannt. Es blieb keine Zeit mehr, den abgesetzten Landungszug wieder an Bord zu nehmen, und die Emden lief aus der engen Reede von Port Refuge heraus dem Gegner entgegen.

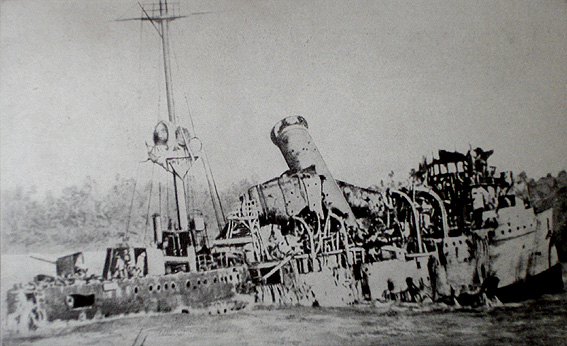
Das Wrack der Emden von Steuerbord

Die Emden setzte Toppflaggen und eröffnete das Feuer auf das feindliche Schiff, wobei dessen genaue Identität zu diesem Zeitpunkt noch ungeklärt war. Die Sydney erwiderte den Beschuss unmittelbar nach der Feuereröffnung, erzielte zunächst aber keine Treffer auf der Emden. Zahlreiche 10,5-cm-Granaten des deutschen Kreuzers hingegen fanden ihr Ziel, richteten aber aufgrund der überlegenen Panzerung der Sydney – abgesehen von einem Treffer in die Feuerleitanlage und einem Blindgängereinschlag in eine Munitionskammer – nur geringe Schäden an. Sich der überlegenen Reichweite und Durchschlagskraft seiner 15,2-cm-Granaten bewusst, vergrößerte der Kommandant der Sydney in der Folge den Abstand zur Emden, wobei der australische Kreuzer wegen seiner überlegenen Geschwindigkeit nicht zu fürchten brauchte, dass die Emden seinem Zugriff entkommen konnte.
Im weiteren Verlauf des Gefechts brachte die Sydney der Emden dann entscheidende Treffer bei: Neben der Zerstörung der Funkbude wurden die Schornsteine zerschossen, der Vormast mit dem Gefechtsbeobachtungsstand gefällt und die meisten Geschütze außer Funktion gesetzt. Zudem führte ein Treffer in die Rudermaschine dazu, dass der Kreuzer nur noch mit seinen beiden Schrauben steuern konnte. Die personellen Verluste waren überdies rasch sehr hoch, so dass sich Kommandant Karl von Müller entschloss, sein wrackes Schiff nach dem Ausfall der letzten Geschütze auf dem Korallenriff von North Keeling Island aufzusetzen, um es vor dem Sinken zu bewahren und so den Überlebenden eine größere Chance auf Rettung zu verschaffen. Um 11.20 Uhr lief die Emden vor der Insel im rechten Winkel zur Küstenlinie auf (Position 11° 50′ S, 96° 49′ O). Die Sydney verfolgte nun das mittlerweile ebenfalls herangekommene Kohlenschiff Buresk und holte es nach einiger Zeit ein. Die deutsche Besatzung an Bord der Prise versenkte daher das Schiff. Die Sydney übernahm die Deutschen und kehrte gegen 16.00 Uhr zur Emden zurück. Da mehrere Signalanfragen bzgl. einer Übergabe nicht beantwortet wurden und die Kriegsflagge immer noch im Topp wehte, setzte die Sydney den Beschuss des Wracks fort, bis die Kriegsflagge eingeholt wurde. Dadurch wurden 7 Männer getötet und 13 verwundet. Bei dem Versuch, an Land zu schwimmen, ertranken vier Seeleute.

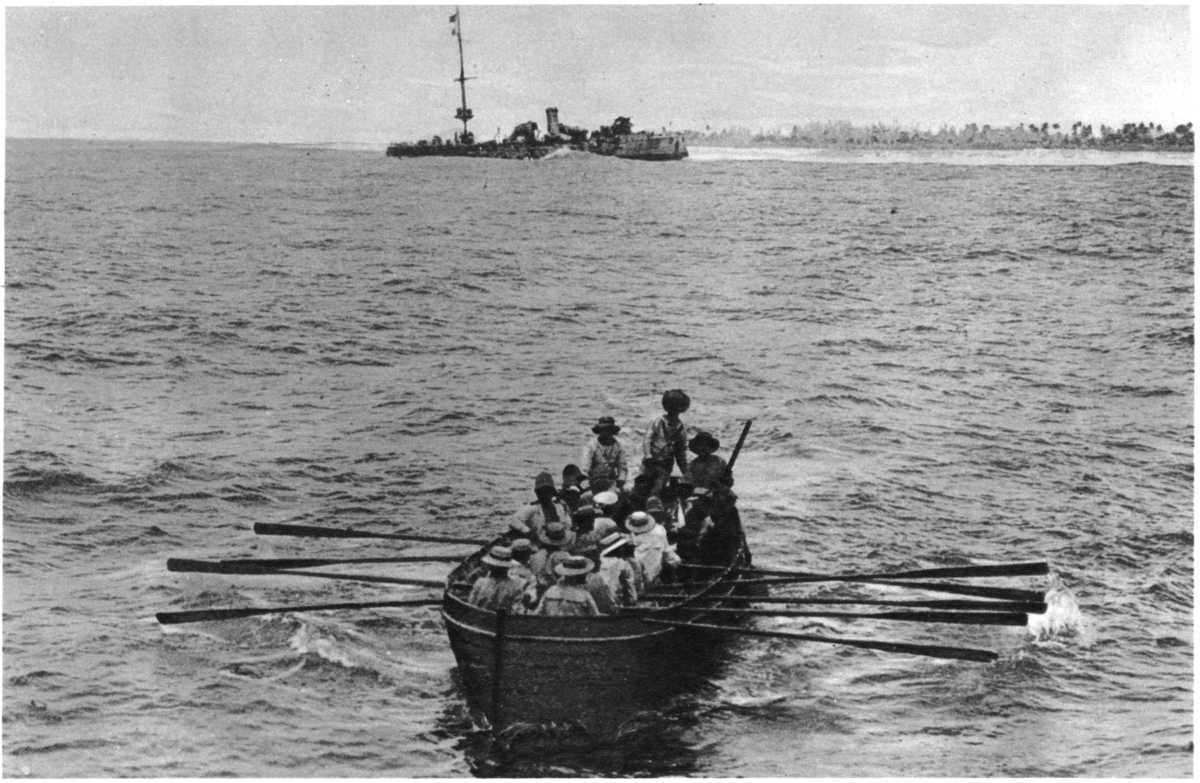
Boot mit Überlebenden vor dem Wrack der Emden

Am nächsten Tag wurden die Überlebenden der deutschen Besatzung vom Wrack bzw. von North Keeling gerettet. Danach lief die Sydney nach Direction Island. Doch die 50 Männer vom Landungszug, unter dem Kommando von Kapitänleutnant von Mücke, waren am Abend zuvor mit dem alten Schoner Ayesha entkommen. Sie segelten zunächst nach Sumatra, trieben dort ein größeres Schiff auf und fuhren damit quer über den Indischen Ozean Richtung Arabische Halbinsel. Im Jemen gingen die Männer an Land und erreichten nach einer abenteuerlichen Odyssee durch Arabien, wo die Matrosen auch Kämpfe gegen feindlich gesinnte Beduinen zu bestehen hatten, die Hedschasbahn. Von dort gelangten sie über Damaskus nach Konstantinopel und kehrten schließlich im Juni 1915 nach Deutschland zurück.
Die Emden hatte nach diesem Gefecht 136 tote Besatzungsmitglieder zu beklagen. 197 Seeleute, darunter 65 Verwundete sowie die 16 Mann Prisenbesatzung von der Buresk, gerieten in Gefangenschaft, so auch der Kommandant Karl von Müller (bis September 1918). Auf der Sydney gab es vier Tote und zwölf Verwundete. Die erlittenen Schäden waren vergleichsweise gering.
Die gefangenen Seeleute wurden nach Singapur gebracht, das nach Abzug eines britischen Bataillons nur noch vom aus nordindischen Muslimen bestehenden 5th Indian Light Infantry Regiment und den Malay States Guides geschützt wurde. Es gelang den deutschen Kriegsgefangenen, ihre Bewacher zur Meuterei anzustiften, die am 15. Februar 1915 ausbrach, aber bald von der Polizei und von Matrosen im Hafen liegender Schiffe niedergeschlagen wurde.

#### Zusammenfassung der Erfolge

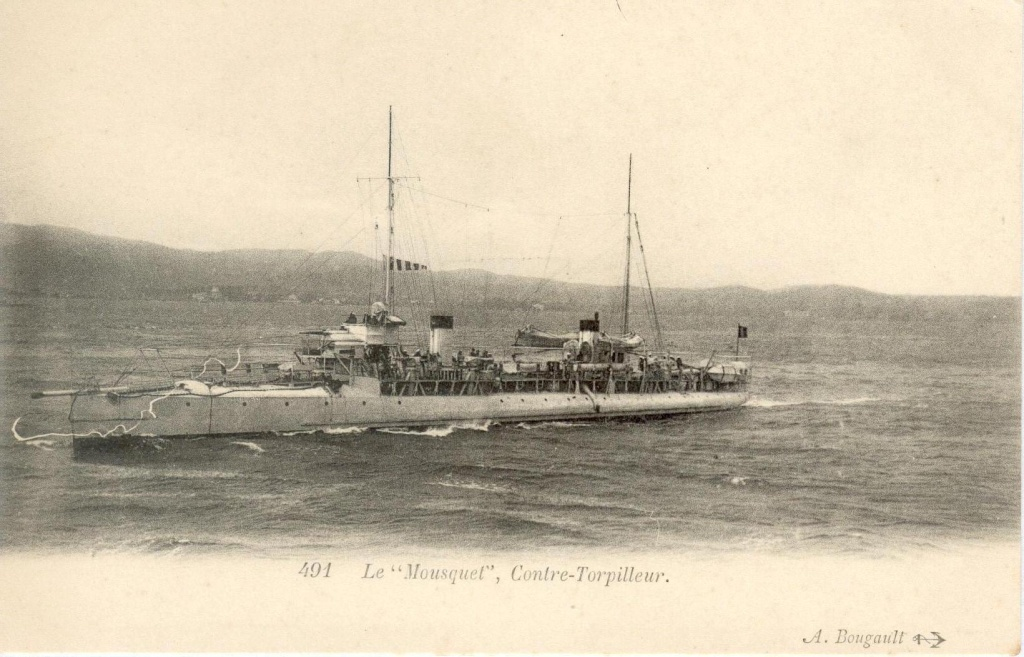
Französischer Zerstörer Mousquet

Während ihres Kreuzerkrieges hatte die Emden in zwei Monaten 23 Handelsschiffe mit 101.182 BRT feindlichem Schiffsraum aufgebracht. Allein 16 britische Handelsschiffe wurden versenkt und weitere sieben Schiffe wurden aufgebracht. Dabei wurden stets alle Menschen an Bord dieser Schiffe zuvor von der Emden in Sicherheit gebracht. Weiterhin wurden Öllager in Madras zerstört, der russische Geschützte Kreuzer Schemtschug sowie der französische Torpedobootzerstörer Mousquet im Hafen von Penang versenkt. Die Versenkung des weitaus stärkeren russischen Kreuzers stellte angesichts der schwächeren Bewaffnung der Emden in jedem Fall eine bemerkenswerte Leistung dar. Ihre Aktivität hielt eine große Anzahl alliierter Kriegsschiffe, die gegen sie eingesetzt werden mussten, von anderen wichtigen Aufgaben ab. Dabei kam der Emden zugute, dass die Einheiten der britischen East Indies Station vorrangig mit Operationen gegen den gleichzeitig im Westen des Indischen Ozeans operierenden Kreuzer Königsberg beschäftigt waren und ihre eigene Verfolgung durch die China Station organisiert werden musste.

Russischer Kreuzer Askold (ab Aug. 1918: Brit. Glory IV)

| Schiffstyp/ Angriffsziel          | Schiffsname   | BRT  | Land                   | Datum              | Verbleib                             | Bemerkungen                                                                   |
| --------------------------------- | ------------- | ---- | ---------------------- | ------------------ | ------------------------------------ | ----------------------------------------------------------------------------- |
| Frachtschiff                      | Rjasan        | 3433 | Russland               | 4. August 1914     | Prise – später Hilfskreuzer Cormoran |                                                                               |
| Frachtschiff                      | Pontoporos    |      | Griechenland           | 9. September 1914  | Prise                                |                                                                               |
| Frachtschiff                      | Indus         | 3412 | Vereinigtes Königreich | 10. September 1914 | versenkt                             |                                                                               |
| Frachtschiff                      | Lovat         | 6012 | Vereinigtes Königreich | 11. September 1914 | versenkt                             |                                                                               |
| Frachtschiff                      | Kabinga       | 4657 | Vereinigtes Königreich | 12. September 1914 | aufgebracht                          | am 14. September 1914 entlassen wegen US-amerikanischer Ladung                |
| Frachtschiff                      | Killin        | 6000 | Vereinigtes Königreich | 12. September 1914 | aufgebracht                          | am 13. September 1914 versenkt                                                |
| Frachtschiff                      | Diplomat      | 7615 | Vereinigtes Königreich | 13. September 1914 | versenkt                             |                                                                               |
| Frachtschiff                      | Trabboch      | 4028 | Vereinigtes Königreich | 14. September 1914 | versenkt                             |                                                                               |
| Frachtschiff                      | Clan Matheson | 4775 | Vereinigtes Königreich | 15. September 1914 | versenkt                             |                                                                               |
| Öltanks von Madras                | –             |      | Britisch-Indien        | 22. September 1914 | –                                    | in Brand geschossen / zerstört                                                |
| Frachtschiff                      | King Lud      | 3650 | Vereinigtes Königreich | 25. September 1914 | versenkt                             |                                                                               |
| Frachtschiff                      | Tymeric       |      | Vereinigtes Königreich | 26. September 1914 | versenkt                             |                                                                               |
| Frachtschiff                      | Gryfevale     | 4437 | Vereinigtes Königreich | 26. September 1914 | aufgebracht                          | mit den Gefangenen entlassen                                                  |
| Frachtschiff                      | Buresk        | 4350 | Vereinigtes Königreich | 26. September 1914 | Prise                                | später entlassen, am 9. November 1914 von der Prisenbesatzung selbst versenkt |
| Frachtschiff                      | Ribera        | 3500 | Vereinigtes Königreich | 27. September 1914 | versenkt                             |                                                                               |
| Frachtschiff                      | Foyle         | 4147 | Vereinigtes Königreich | 27. September 1914 | versenkt                             |                                                                               |
| Frachtschiff                      | Clan Grant    | 3848 | Vereinigtes Königreich | 16. Oktober 1914   | versenkt                             |                                                                               |
| Baggerschiff                      | Ponrabel      |      | Vereinigtes Königreich | 16. Oktober 1914   | versenkt                             |                                                                               |
| Frachtschiff                      | Benmohr       | 4806 | Vereinigtes Königreich | 16. Oktober 1914   | versenkt                             |                                                                               |
| Frachtschiff                      | Troilus       | 7562 | Vereinigtes Königreich | 18. Oktober 1914   | versenkt                             |                                                                               |
| Frachtschiff                      | St. Egbert    | 5597 | Vereinigtes Königreich | 18. Oktober 1914   | versenkt                             |                                                                               |
| Frachtschiff                      | Exford        | 4452 | Vereinigtes Königreich | 18. Oktober 1914   | Prise                                | später entlassen                                                              |
| Frachtschiff                      | Chilkana      | 5220 | Vereinigtes Königreich | 19. Oktober 1914   | versenkt                             |                                                                               |
| Geschützter Kreuzer               | Schemtschug   |      | Russland               | 28. Oktober 1914   | versenkt                             | Angriff auf den Hafen von Penang (Malaysia)                                   |
| Torpedobootszerstörer             | Mousquet      |      | Frankreich             | 28. Oktober 1914   | versenkt                             | Angriff auf den Hafen von Penang (Malaysia)                                   |
| Frachtschiff                      | Newburn       |      | Vereinigtes Königreich | 30. Oktober 1914   | aufgebracht                          | mit den französischen Gefangenen entlassen                                    |
| Kabelstation auf Direction Island | –             |      | Australien             | 9. November 1914   | beschädigt                           | Seegefecht gegen den australischen Kreuzer Sydney                             |

| Schiffstyp           | Schiffsname | Land                   | Klasse             | Bemerkungen                             |
| -------------------- | ----------- | ---------------------- | ------------------ | --------------------------------------- |
| Geschützter Kreuzer  | Askold      | Russland               | Einzelschiff       |                                         |
| Geschützter Kreuzer  | Schemtschug | Russland               | Izumrud-Klasse     | Versenkt von der Emden                  |
| Kreuzer              | Dupleix     | Frankreich             | Dupleix-Klasse     |                                         |
| Torpedokanonenboot   | D’Iberville | Frankreich             | D’Iberville-Klasse |                                         |
| Torpedobootzerstörer | Mousquet    | Frankreich             | Arquebuse-Klasse   | Versenkt von der Emden                  |
| Panzerkreuzer        | Minotaur    | Vereinigtes Königreich | Minotaur-Klasse    |                                         |
| Panzerkreuzer        | Hampshire   | Vereinigtes Königreich | Devonshire-Klasse  |                                         |
| Leichter Kreuzer     | Yarmouth    | Vereinigtes Königreich | Weymouth-Klasse    |                                         |
| Leichter Kreuzer     | Melbourne   | Australien             | Chatham-Klasse     |                                         |
| Leichter Kreuzer     | Sydney      | Australien             | Chatham-Klasse     | Zerstörte die Emden bei den Kokosinseln |
| Leichter Kreuzer     | Psyche      | Vereinigtes Königreich | Pelorus-Klasse     |                                         |
| Leichter Kreuzer     | Pyramus     | Vereinigtes Königreich | Pelorus-Klasse     |                                         |
| Leichter Kreuzer     | Philomel    | Neuseeland             | Pearl-Klasse       |                                         |
| Kreuzer              | Chikuma     | Japan                  | Tone-Klasse        |                                         |
| Kreuzer              | Ibuki       | Japan                  | Ibuki-Klasse       |                                         |
| Panzerkreuzer        | Nisshin     | Japan                  | Kasuga-Klasse      |                                         |

## Zeitgenössische Rezeption
Die großen Erfolge der Emden bei ihrer Kaperfahrt und vor allem die dabei dem Gegner erwiesene Ritterlichkeit fanden nach der Zerstörung des Kreuzers in der internationalen Presse ein breites Echo. Der Kleine Kreuzer wurde rasch zu einem der bekanntesten Schiffe des gesamten Ersten Weltkriegs. Bemerkenswert sind vor allem die Reaktionen der damaligen Gegner. So schrieb die Londoner Times:

„Die Nachricht, dass die ‚Emden‘ schließlich ihr unvermeidliches Ende gefunden hat, ist hierzulande natürlich mit großer Befriedigung aufgenommen worden. […] Ihr Schicksal hat aber noch andere Gefühle erweckt: Seit den ersten Septembertagen, als die ‚Emden‘ im Golf von Bengalen erschien, waren ihre Taten durch Wagemut und Unternehmungslust gekennzeichnet, Eigenschaften, die in einem Volk mit der Marinetradition Englands Anerkennung finden müssen. […] Ihr Schicksal war ein ehrenvoller Kampf ums Dasein. […] Dennoch hat man ihr keine Handlung von Rohheit oder Gewalttätigkeit nachsagen können. […] Wir begrüßen Kapitän von Müller als einen tapferen und ritterlichen Gegner. […] Es gibt nur wenige Ereignisse in der neueren Seekriegsgeschichte, die bemerkenswerter wären als die glänzende Laufbahn der kleinen ‚Emden‘.“

Auch im neutralen Ausland waren die Stimmen außergewöhnlich positiv. So veröffentlichte der italienische Corriere della Sera am 12. November 1914 einen geradezu pathetischen Artikel, in dem es hieß:

„Das einsame Schiff […] hat der deutschen Marine einen Lorbeerkranz gewunden, den weder Zeiten noch Schicksale verwelken lassen werden. […] Ruhm der ‚Emden‘ in den Weiten des Ozeans und im Gedächtnis der Menschheit.“

Die norwegische Zeitung Aftenposten schrieb:

„Was die ‚Emden‘ geleistet hat, ist ohnegleichen in der Kriegsgeschichte.“

Aufgrund ihrer teils spektakulären Erfolge avancierte die Emden zu einem der bekanntesten deutschen Kriegsschiffe überhaupt, auch bedingt durch entsprechende Präsenz in den damals zugänglichen Medien: Der Prisenoffizier der Emden, Julius Lauterbach, berichtete später in Büchern und Vorträgen von seinen Erlebnissen. Kapitänleutnant Hellmuth von Mücke, der Führer des Landungsunternehmens auf den Kokosinseln, verfasste zwei Bücher, „Emden“ und „Ayesha“, die noch im Krieg hohe sechsstellige Auflagen erzielten.
Die Berühmtheit des Schiffs zeigt sich auch an Darstellungen im zeitgenössischen Kunstgewerbe, beispielsweise auf einem Porzellan-Sammelteller der Porzellanfabrik Fraureuth (nach einem Gemälde von Max Münch, 1915). Der Maler Heribert Bahndorf schuf das Aquarellbild „S. M. S. Kreuzer Emden vernichtet einen russischen Kreuzer und einen französischen Torpedojäger“.
Im Tamil bedeutet das Wort emṭaṉ, gesprochen [ˈemɖən], bis heute „schlauer Fuchs“ oder „gewiefter Bursche“. Eingang in die singhalesische Sprache fand zudem der abgeleitete Begriff amden, der dort einen frechen Unruhestifter beschreibt.

## Auszeichnungen

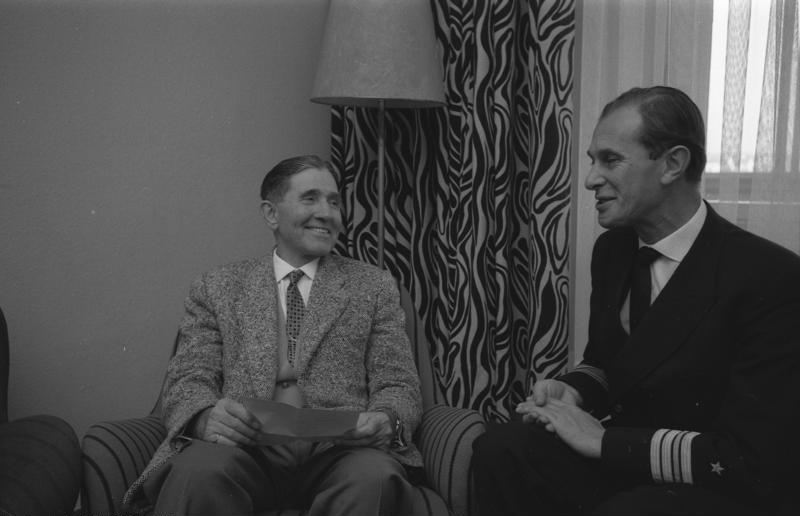
Einer der Überlebenden (1964): Maschinistenmaat Harms-Emden (links)

- 1919 erhielt der letzte Kommandant des Schiffes, der inzwischen zum Kapitän zur See beförderte Karl von Müller, die Ehrenbürgerschaft der Stadt Emden.
- Das Schiff selbst wurde nachträglich für seine erzielten Erfolge mit dem Eisernen Kreuz ausgezeichnet. Aufgrund ihrer Leistungen trugen alle vier Nachfolger des gleichen Namens das Eiserne Kreuz an Bug bzw. Aufbauten.
- Die Überlebenden des letzten Gefechts erhielten das Recht, den vererbbaren Namenszusatz „-Emden“ anzunehmen.[17][18][19][20]

## Wrack derEmden

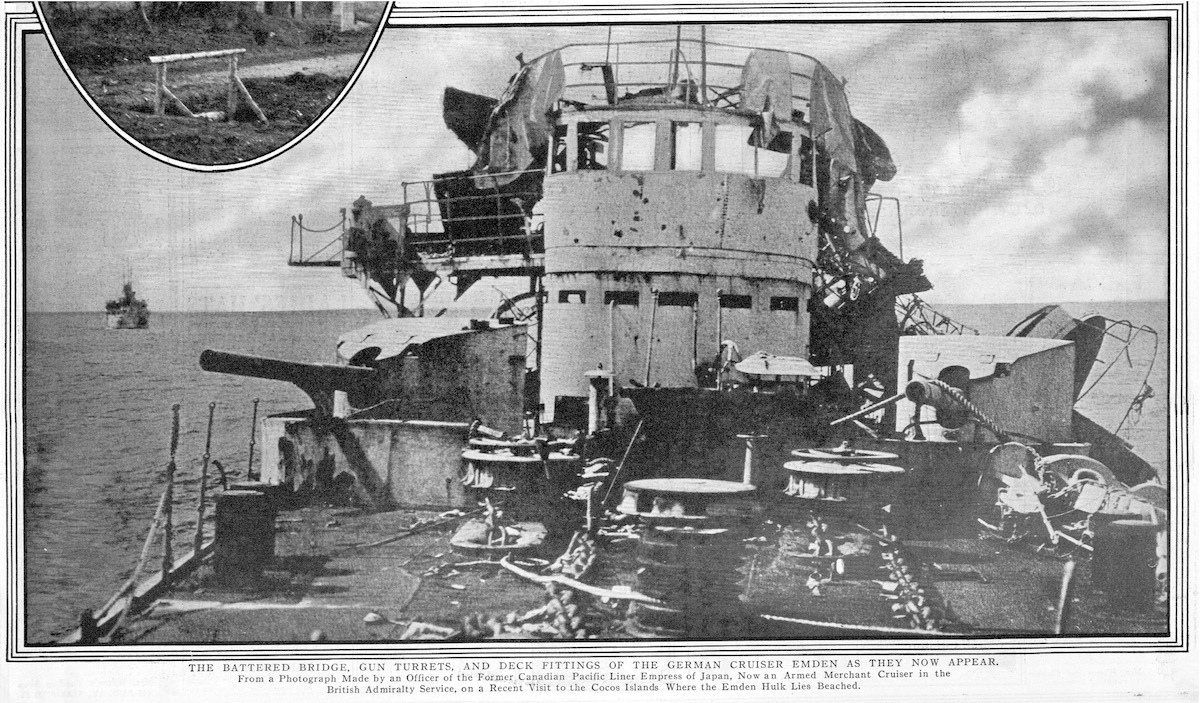
Das Wrack der Emden 1915

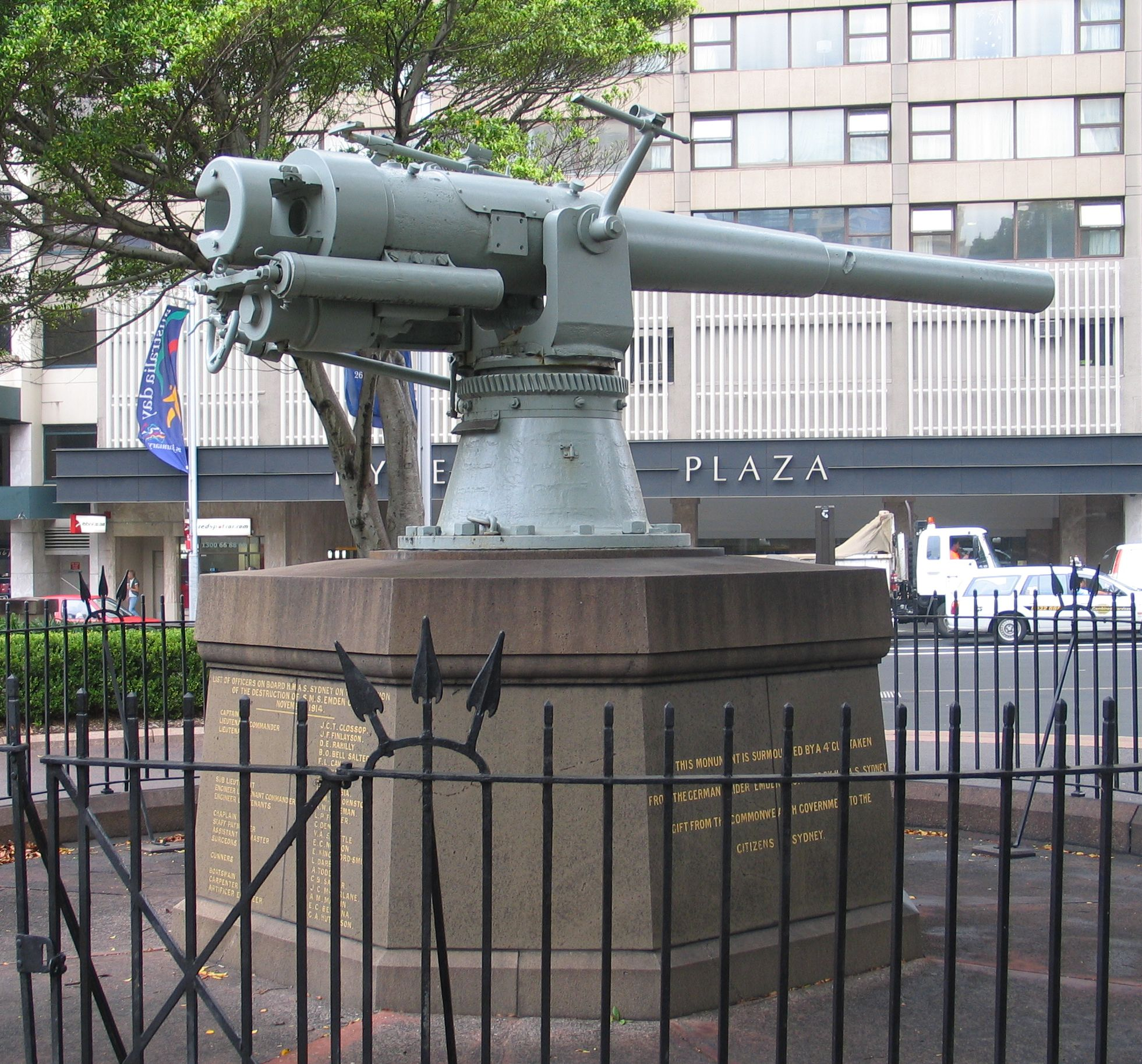
Geschütz der Emden im Hyde Park in Sydney

Das auf dem Korallenriff festsitzende und völlig zerschossene Wrack der Emden blieb nach der Rettung der Überlebenden dort liegen. Das kleine britische Kriegsschiff Cadmus erhielt rund zwei Wochen nach dem Gefecht Befehl, die an Bord der Emden und auf North Keeling verbliebenen Toten zu bergen und zu bestatten; eine nach Berichten von Matrosen des britischen Schiffes angesichts des tropischen Klimas außergewöhnlich unangenehme Aufgabe. Auch einige der Torpedos der Emden wurden aus den Unterwasserrohren geborgen und zur Untersuchung nach Großbritannien gesandt. Das Wrack verblieb ohne weitere Maßnahme an seinem Platz; wider Erwarten konnten ihm die schwere Brandung und die Taifune der kommenden Jahre nur wenig anhaben. Erst in den frühen 1920er Jahren brach dann das beim Gefecht besonders in Mitleidenschaft gezogene Heckteil des Schiffes mitsamt dem Rest des Großmastes ab und versank. In den 1930er Jahren begann eine japanische Bergungsfirma mit der Ausschlachtung des Wracks, wobei insbesondere die wertvollen Buntmetalle und Panzerstahl abgeborgen wurden. Messer aus dem qualitativ hochwertigen Schiffbaustahl galten in der Region lange Zeit als besonders begehrt. Unterbrochen durch den Zweiten Weltkrieg, wurde diese Ausschlachtung erst in den 1950er Jahren beendet. Im Jahr 1954 riss dann ein besonders heftiger Sturm die letzten sichtbaren Teile der Emden unter Wasser. Noch heute sind aber Teile der Kielsektion, der Maschinenanlage und einer der beiden Propeller an Ort und Stelle. Da die Insel North Keeling unbewohnt ist und nur selten zur Kokosernte aufgesucht wird, war der Liegeplatz der letzten Überreste der Emden rasch aus dem Bewusstsein der Öffentlichkeit verschwunden und ist auch seit dem wiedererwachten Interesse an der Geschichte des Schiffes in den 1970er Jahren nur sehr schwierig zu erreichen. 1982 stellte dann die australische Regierung die Reste des Wracks unter Denkmalschutz; es darf seither nur mit einer Sondergenehmigung betaucht werden. Am 15. März 1927 besuchte der Leichte Kreuzer Emden, zweite Namensnachfolgerin der ersten Emden, die Stelle und hielt am noch verhältnismäßig intakten Wrack eine Gedenkfeier ab; dies war bis heute der einzige (offizielle) Besuch eines deutschen Marineschiffes auf der Insel.
Die gerettete Reichskriegsflagge konnte nach Deutschland transportiert werden und hing schließlich in der Lübecker Marienkirche.
Einige Gegenstände von der Emden wurden später von den Australiern geborgen. So wurden zwei Geschütze des deutschen Kreuzers in Sydney bzw. Canberra aufgestellt. Das Heckemblem befindet sich im Australian War Memorial. Die Schiffsglocke, die mehrmals verschwunden war, kann seit etwa 40 Jahren im Australian War Memorial in Canberra besichtigt werden.

## Kommandanten
10. Juli 1909 bis 30. September 1909
- Fregattenkapitän Eduard Engels

1. April 1910 bis zum Untergang am 9. November 1914
- Fregattenkapitän/Kapitän zur See Waldemar Vollerthun: von April 1910 bis November 1911
- Fregattenkapitän/Kapitän zur See Karl von Restorff: von November 1911 bis Mai 1913
- Korvettenkapitän/Fregattenkapitän Karl von Müller: von Mai 1913 bis zum Untergang Anfang November 1914

## Verfilmungen
- Unsere Emden, Stummfilm, Regie: Louis Ralph, D 1926
- Kreuzer Emden, Tonfilm, Regie: Louis Ralph, D 1932
- Heldentum und Todeskampf unserer Emden, Tonfilm, Regie: Louis Ralph, D 1934
- Unter kaiserlicher Flagge, Historienfilm von Jürgen Stumpfhaus, D 2006[27]
- Die Männer der Emden, Spielfilm, Regie: Berengar Pfahl, D 2012